# Ganadería caprina

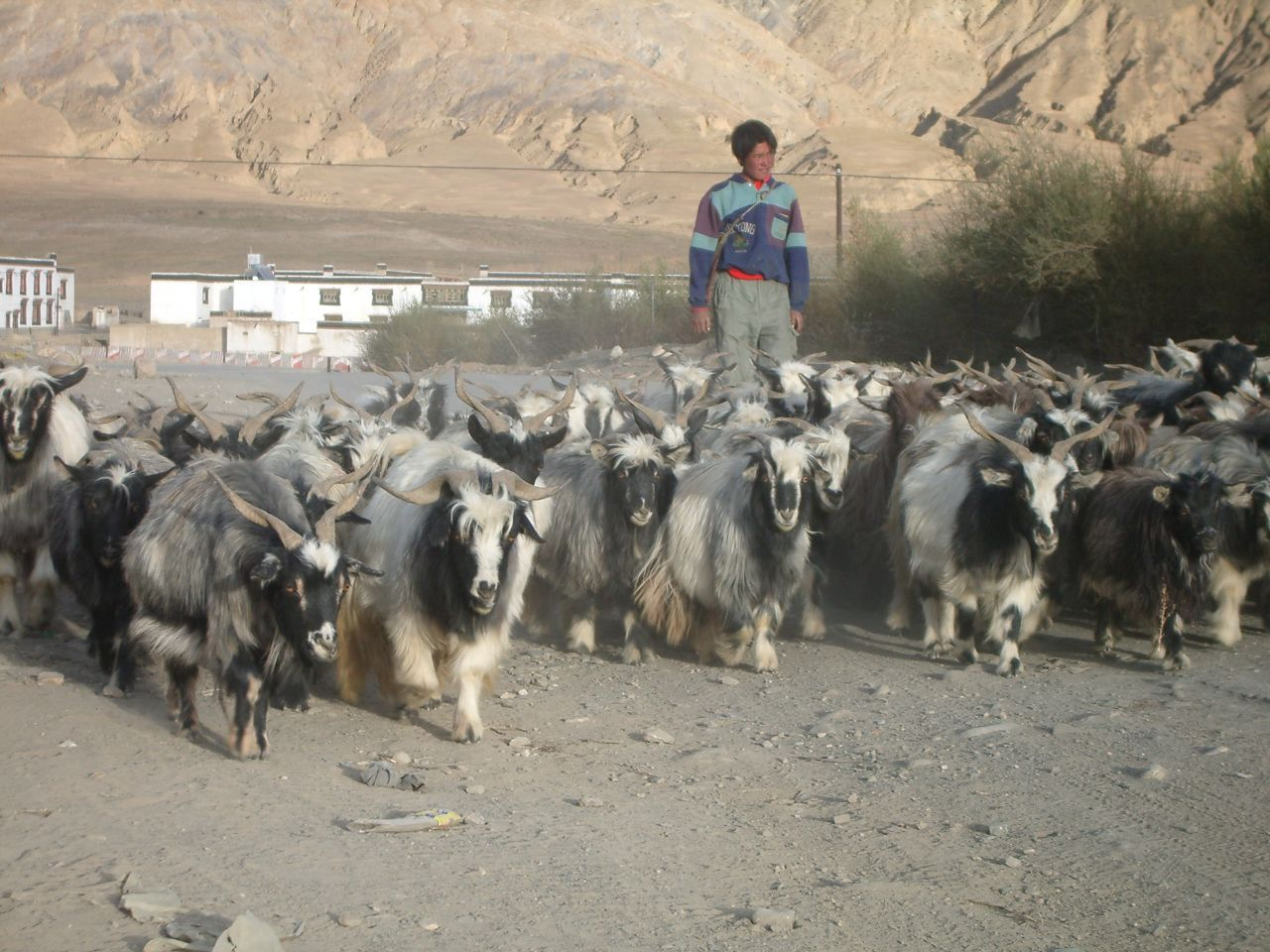
Un rebaño de cabras con su cabrero tibetano.

La ganadería caprina  es el conjunto de operaciones encaminadas a reproducir los animales de la especie Capra aegagrus hircus en beneficio de la actividad humana. 

## Historia
Se trata de una ganadería tradicionalmente extensiva que abarca los terrenos donde el ganado vacuno y de ovejas no es rentable. No se ha transformado en ganadería intensiva hasta recientemente (después de la Segunda Guerra Mundial), con el nacimiento de la recogida de leche por las empresas lecheras privadas o por las sociedades cooperativas.
Es la cría de una o un montón de cabras. El proceso de cría ha llevado a la domesticación y aparición de razas especializadas.

## Crianza

### Producción
La producción tiene por objeto proporcionar:
- Leche sementada: principalmente para ser transformada en queso, pero su consumo en fresco sigue siendo elevado en el oeste de Asia o en África del Norte. En Europa, hay un pequeño mercado de leche UHT. La lista de los quesos de leche de cabra es una medida de la diversidad de las producciones.
- Carne: ha sido tradicionalmente importante en el oeste de Asia y en África del Norte. En Occidente, se ha convertido en marginal. La carne de cabrito es muy consumida en Semana Santa en las zonas de producción del queso de cabra, y una pequeña tradición de elaborar carne de cabra ahumada persiste en los Alpes. (Raza Kiko de Nueva Zelanda)
- Cuero: Se ha utilizado y se sigue utilizando en el sur y el este del Mediterráneo.
- Pelo: Proviene de dos razas seleccionadas por la suavidad de su pelo: la de angora de Turquía y la de Cachemira originaria de Cachemira.

### Calidad del animal
La cabra es un animal muy eficaz:
- Se adapta a todas las topografías debido a su ligereza y a su equilibrio.
- Es resistente a las noches frías de la montaña y al calor del verano.
- Se trata de una gran transformadora de hierba en leche:

una vaca Prim'Holstein de 700 kg produce alrededor de 8.600 litros por año, o sea 12,3 litros de leche por kg y año.
una cabra alpina de 60 kg produce unos 850 litros por año,[cita requerida] o 14,1 litros de leche por kg y año.
- Digiere todo tipo de vegetales, limpia y explota terrenos pobres.

Sus cualidades lo convierten en un animal recomendado para los países en desarrollo, a condición de controlar su población (riesgo de desertificación por pastoreo excesivo).